# Друффель, Август фон
Август фон Друффель (нем. August von Druffel; 21 августа 1841, Кобленц, Рейнская провинция — 23 октября 1891, Мюнхен) — немецкий историк, педагог, доктор наук, профессор Мюнхенского университета (1885). Действительный член Баварской академии наук (1884). Специалист по политической истории Священной Римской империи XVI столетия.

## Биография
Родился в вестфальской дворянской семье.
Изучал историю в университетах Инсбрука, Берлина и Гёттингена. Ученик Юлиуса фон Фикера (в Инсбруке), Филиппа Яффе в Берлине и Георга Вайца в Гёттингене.
В 1862 году получил докторскую степень, защитив диссертацию на тему об императоре Генрихе IV и его сыновьях.
Служил офицером ландвера в Вестфальском полку, участвовал Австро-прусско-итальянской войне 1866 года и Франко-прусской войне 1870—1871 годов.
Позже был назначен приват-доцентом Мюнхенского университета. В 1875 году стал членом, а в 1884 году — действительным членом Королевской баварской академии наук. С 1885 года — профессор Мюнхенского университета.
От ран, полученных в период участия во Франко-прусской войне, серьёзно заболел и умер в возрасте 50 лет.
Член Исторической комиссии при Баварской академии наук. Автор ряда ценных трудов по истории Германии.

## Избранные труды
- Kaiser Heinrich IV. und seine Söhne. Coppenrath, Regensburg 1862 (Digitalisat von Google Bücher).
- Briefe und Akten zur Geschichte des sechzehnten Jahrhunderts mit besonderer Rücksicht auf Bayerns Fürstenhaus. Auf Veranlassung und mit Unterstützung Seiner Majestät des Königs von Bayern herausgegeben durch die historische Commission bei der königlichen Academie der Wissenschaften. Mehrere Bände, München (Digitalisate im Internet Archive: 1. Bd., 2. Bd. u. 3. Bd.).
  - 1. Bd., 1873: Beiträge zur Reichsgeschichte 1546—1551. Bearbeitet von August von Druffel.
  - 2. Bd., 1880: Beiträge zur Reichsgeschichte 1552. Bearbeitet von August von Druffel.
  - 3. Bd., 1882: Beiträge zur Reichsgeschichte 1547—1552. Bearbeitet von August von Druffel.
  - 4. Bd., 1896: Beiträge zur Reichsgeschichte 1553—1555 von August von Druffel ergänzt und bearbeitet von Karl Brandi.
- (Hrsg.): Des Viglius van Zwichem Tagebuch des Schmalkaldischen Donaukriegs. München 1877 (Digitalisat im Internet Archive).
- Kaiser Karl V. und die römische Curie, 1544—1546. München 1877—1883 (Digitalisat im Internet Archive).
- Der Augustinermönch Johannes Hoffmeister. München 1878.
- Ignatius von Loyola und die römische Curie. München 1879 (Rezension).
- Monumenta Tridentina. Beiträge des Concils von Trient 1546—1547 begonnen von August von Druffel fortgesetzt von Karl Brandi. I. Band. Von der Sendung der Legaten nach Trient (März 1545) bis zum Beginn des schmalkaldischen Krieges (Juni 1546). München 1899 (Digitalisat im Internet Archive).